# يودشه تسايتونج
يودشه تسايتونج بالعربية الصحيفة اليهودية (بالألمانية Jüdische Zeitung) هي صحيفة تصدر باللغة الألمانية منذ خريف عام 2005 كل شهر وتنشر عن مجموعة وارنر ميديا برلين، والصحيفة موجهة بالخصوص إلى الجالية اليهودية الناطقة بالألمانية وتهتم بقضايا اليهود أيضا المقيمين في جميع أنحاء أوروبا وأمريكا وبخاصة في إسرائيل.

## المواضيع
- أخبار السياسة والديانات ( ليس فقط اليهودية ) والمجتمع والثقافة والاقتصاد في ألمانيا .
- أحداث العالم .
- التقاليد والعصرية .
- الجالية اليهودية واليهودية المعاصرة.
- حوار الأديان.
- آراء ونزاعات حول القضايا الراهنة في اليهودية وكثير من المواضيع الاجتماعية ذات صلة.
- أخبار الثقافة اليهودية والفن .
- العلم والتعليم في السياق اليهودي .
- تاريخ اليهودية .

## وصلات خارجية
- الموقع الرسمي للجريدة باللغة الألمانية